# Stenellipsis bimaculata
Stenellipsis bimaculata là một loài bọ cánh cứng trong họ Cerambycidae.